# 片桐千里
片桐 千里（かたぎり ちさと、1958年10月18日 - ）は、日本の女優。兵庫県神戸市出身。10代から舞台で主役を演じる。劇団四季、劇団民藝、プロダクション・タンク、シネマクト、エビス大黒舎を経て、2022年〜フリーで活動

## 略歴
1968年-1977年 渡バレエ学校にてバレエを習う。
1976年4月-1977年4月　兵庫県立神戸商業高等学校在学中から、CHK 中央放送研究会、松竹芸能タレント養成所などに通う。
1977年　兵庫県立神戸商業高等学校を卒業後、1977年4月-1978年7月劇団四季付属研究所に入所（15期)。
1979年-1995年 劇団民藝に入団、滝沢修に師事する。
1987年-1988年 スウェーデン王立演劇学校にプロの役者の為のWorkshopに参加。
1995年-2010年　プロダクション・タンクに所属。
2011年8月-2012年8月 　英国サリー州ギルフォードにてGSA(Guildford School of Acting)　Summer Courseに参加。
2012年-2018年12月 シネマクトに所属。
2019年6月からエビス大黒舎に所属。
2022年　9月　フリー

## 人物
英語とスウェーデン語を理解し、ピアノとクラシックバレエが得意である。
空手（礼和流柳心館）が黒帯の三段。また第4級アマチュア無線技士の免許と船橋市応急手当普及員に認定されている。
夫は大学教授で、2人の娘の母である。

## 出演
役名の太字は主演作品。

### 舞台
・2021年　「女の家族」きぬ役　作/堀江史朗　劇団新人会客演
・2020年　「弱法師」桜間級子役　作/三島由紀夫　劇団新人会客演
- 劇団民藝公演
  - アンネの日記(初舞台)（1979年 - 1980年） - アンネ・フランク 役、 （1989年） - ミープ・ギース 役
  - 夜明け前（1981年 - 1982年） - お粂 役
  - るつぼ（1986年 - 1987） - メアリーウォーレン 役
  - とよはた雲に入日さし - 大西美恵子 役
  - セールスマンの死 - ジェニー 役
  - 雨 - 原住民の女 役
  - われらのナターチャ - エンカルナ 役
  - 木を植えた男
  - 恋歌がきこえる - 野村るみ 役
  - 大桜剣劇団 - 花子 役
  - 終末の刻 - 天草四郎 役
- 外部出演
  - 令嬢ジュリー（1990年） - 令嬢ジュリー 役
  - 父が帰る家 - 徳田クリ子 役
  - フェードル（1996年） - フェードル 役
  - minako-太陽になった歌姫（2017年）

- クラシックバレエ舞台(江川明 バレエスタジオ 公演)
  - 白鳥の湖 - 王妃 役
  - ロミオとジュリエット - キャプレット婦人 役
  - くるみ割り人形 - クララの母 役
  - ドンキホーテ - 居酒屋の女主人 役
  - シンデレラ - 老婆 役

- 朗読(リーディング)
- 2022年　ラジオドラマ「ふたりの老女」作/ヴェルマ・ウォーリス　脚本/入山さと子（NHK)
- 2020年　ラジオドラマ「イサ・パッパと２匹の小悪魔」作/小野寺誠　脚本/入山さと子（NHK)
- 2019年　朗読ギャラリー・リーディング©︎ 賢治ひと雫（共演　中村万里　演出　竹柴純平）
  - 2000年～2011年 年1～3回公演   宮沢賢治、芥川龍之介、夏目漱石、梶井基次郎、阿部ツヤ子、北原白秋、 中原中也、室生犀星、アルベール・サマン他
  - 蓄音機と近代の作家たちシリーズ
    - 音と音楽をめぐる物語Vol 1（2008年）
    - 蓄音機と近代の作家たちVol 2 （2010年)
    - ず-っとまえのおんがくおはなし（2010年)

- 朗読ギャラリー・リーディング 賢治ひと雫（共演　中村万里　演出　竹柴純平）(2019)
- 「弱法師」桜間級子役　作/三島由紀夫　劇団新人会客演 (2020)
- 「女の家族」きぬ役　作/堀江史朗　劇団新人会客演 (2021)

### テレビドラマ
- おゆう(1983/TBS）
- パパになりたかった犬(1984/NTV) - 豊田恵子 役
- 若き血に燃ゆ(1984/TX) - お鶴 役
- 明日はだいじょうぶ(1996/KTV)
- シングルス(1997/KTV) - 産院の看護婦 役
- さわやか三組(1997/NHK） - レギュラー 野々宮緑 役
- 虚無への供物(1997/NHKBS） - 緑司の実母 役
- 金の卵(1997/TBS） - 劇中劇の母 葉子 役
- Dの遺伝子(1997/THK) - 鈴木の妻 役
- 研修医なな子(1997/ANB) - 看護婦 役
- はぐれ刑事純情派(1997/ANB)
- 瞬(1998/KTV) - 島田伸子 役
- はばたけ6年(1998/NHK）
- 湘南物語(1998/NTV)
- 命の器(1998/THK) - 明美 役
- 美女か野獣(第一話）(2003/CX) - 伊沢恵 役
- 1リットルの涙(2005/CX) - 富田雅代 役
- 新宿歌舞伎町駆け込み寺～泣き笑い玄さん奮闘記～(2006/CX) - 橋口晴美 役
- 韓国ドラマ日韓合同制作　天国の樹(2006/BS Fuji) - 藤原リュウの母 役
- ホテリアー (2007/EX) - クレイマーの客 役
- イノセントラブ(2008/CX) - 木内先生 役
- バースディ~誕生日におこった4つの物語#3(2008/KTV) - 宮嶋しのぶ 役
- AB型オンナが結婚する方法(2009/CX) - 春川和子 役
- チーム・バチスタの栄光SPECIAL〜新たな迷宮への招待〜(2009/KTV) - 田中ミエ 役
- 相棒(2009/EX) - 榊敏郎の元妻 役
- 10年先も君に恋して(2010/NHK） - 三田村幸助の妻 役
- 警視庁失踪人捜査課(2010/ABC) - 春名明恵 役
- 隆元と伸子(2013/CX)
- 掟上今日子の備忘録(2015/NTV)
- 世にも不思議なランキングなんで？なんで？なんで？(2015/TBS)
- 芸能人つまずきビッグデータ(2015/CX)
- そして、誰もいなくなった(2016/NTV)
- 超実話ミステリー！(2017/ANB)

### 映画
- スーパーの女(1996年、監督：伊丹十三） - 引越し家族 役
- 恋は舞い降りた。(1997年、監督：長谷川康夫）
- 卓球温泉(1998年、監督：山川元） - 蓬?屋の女将 役
- 虹の岬(1999年、監督：奥村正彦） - 川田周雄の妻 役
- ありがとう(2006年、監督：万田邦敏） - 男(豊川悦司)の妻 役
- リュウセイ（2014年、監督：谷健二） - 明美 役
- まなざし(2016年、監督：卜部敦史）
- 一人の息子（2018年、監督：谷健二） - 病院からの電話の声 役
- 渋谷シャドウ（2019年11月、監督：谷健二） - ユミ 役[3]。

### PV
- アンマー母唄 MEGUMI（2009年）
- シネマスタッフ　小さな食卓
- オカモトズ　ハッピーバースデイ

### ラジオ
- 鳥が教えてくれた空（1998年/NHK） - 列車の女の子の母 役
- れんにん座序曲（2006年) - 出雲(泉谷しげる)の妻 役
- NHKラジオ講座「まいにちスペイン語」中級編（2006年)
- 「イサ・パッパと２匹の小悪魔」作/小野寺誠　脚本/入山さと子（NHK)（ラジオフチューズ他で放送　12月CD発売）（2020年)

### ナレーション
- ときの味 (スカイパーフェクトTVグリーンチャンネル)（2006年)
- Discoverer(博物館大型映像)（2010年)

### CM
- キッコーマンステーキ醤油（1995年)
- 資生堂('98お正月篇)
- 花王バブ
- プレイステーション(ブラボーミュージック)（2000年)
- 命の母A
- NTTドコモ
- キャノンピクサス(3人娘の母)
- メンソレータムAD（2004～2005年、2010~2011年)
- ロマンスカー'08秋篇
- NTTコミュニケーションズ（2010年)
- アリコジャパン（2010年)
- Dr.シーラボ
- 住友林業
- toto（2013年)

### 著作
- une heure avec…二人のアンネ--片桐千里・成田美佐子[4]